# ياسين مالك
ياسين مالك (بالهندية: यासीन मलिक)‏ (بالإنجليزية: Yasin Malik)‏ (3 أبريل 1966 - ) هو زعيم انفصالي كشميري ومتشدد سابق ولد في في الهند. نشط في جبهة تحرير جامو كشمير . كان يطالب بفصل كشمير عن كل من الهند وباكستان. في مارس 2020 ، وجهت إليه تهمة قتل أربعة من أفراد القوات الجوية الهندية خلال هجوم في عام 1990. كما يواجه المحاكمة بتهمة خطف واغتصاب ربيعة سيد ابنة مفتي محمد سيد رئيس وزراء ولاية جامو وكشمير. وهو محتجز حاليا في سجن تيهار.